# Zaluzianskya acutiloba
Zaluzianskya acutiloba är en flenörtsväxtart som beskrevs av O.M. Hilliard. Zaluzianskya acutiloba ingår i släktet Zaluzianskya och familjen flenörtsväxter. Inga underarter finns listade i Catalogue of Life.